# بن چنری
بن چنری (انگلیسی: Ben Chenery؛ زادهٔ ۲۸ ژانویهٔ ۱۹۷۷) بازیکن فوتبال اهل بریتانیا است.
از باشگاه‌هایی که در آن بازی کرده‌است می‌توان به باشگاه فوتبال کمبریج یونایتد، باشگاه فوتبال کانوی ایسلند، باشگاه فوتبال لوتون تاون، باشگاه فوتبال چلمزفورد سیتی، باشگاه فوتبال ایپسویچ تاون، و باشگاه فوتبال کترینگ تاون اشاره کرد.